# Schneeweiße Strandfilzblume
Die Schneeweiße Strandfilzblume (Achillea maritima) ist eine Pflanzenart aus der Gattung Schafgarben (Achillea) innerhalb der Familie der Korbblütler (Asteraceae). Sie gedeiht an den Sandstränden des Mittelmeerraumes.

## Beschreibung

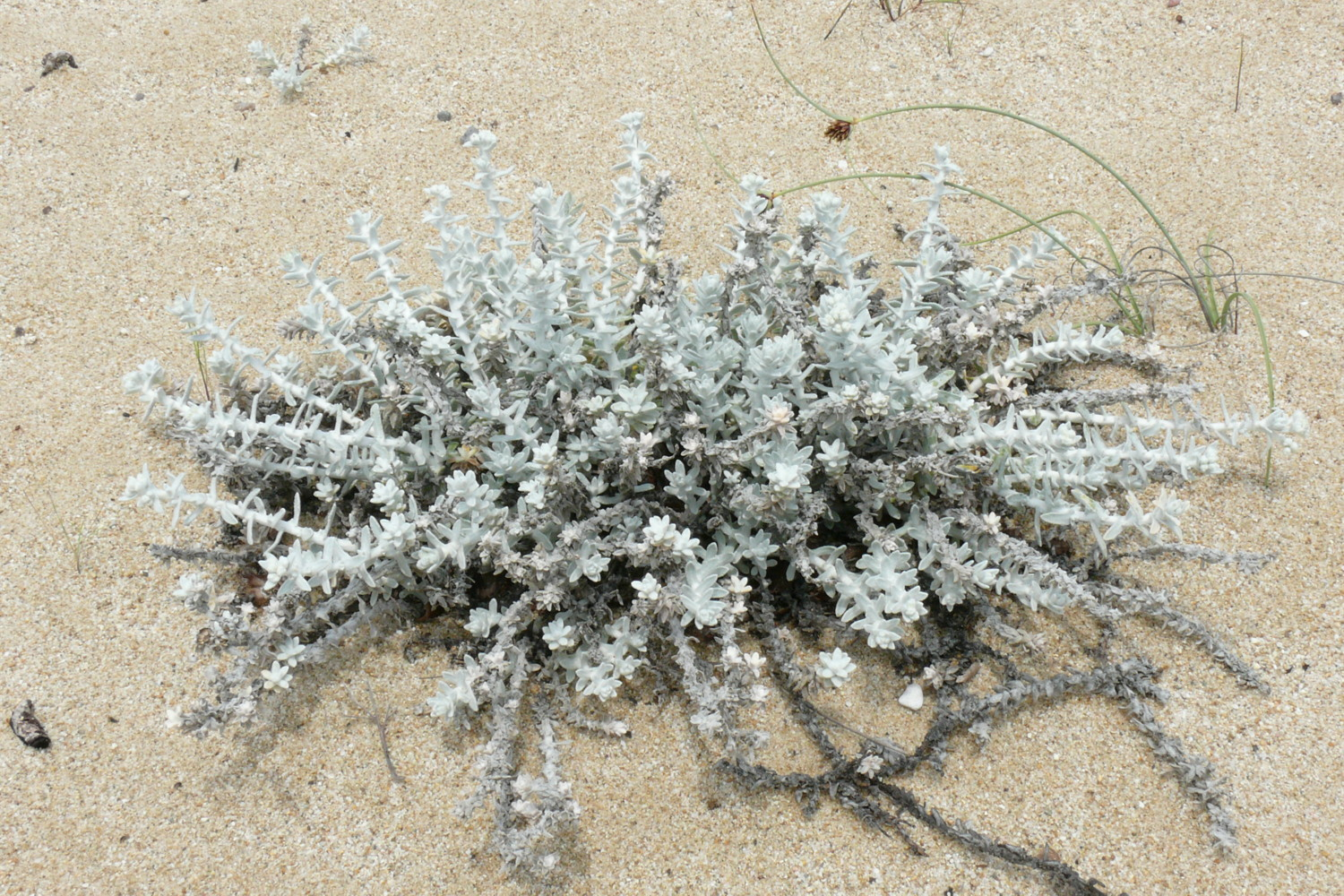
Habitus im Habitat

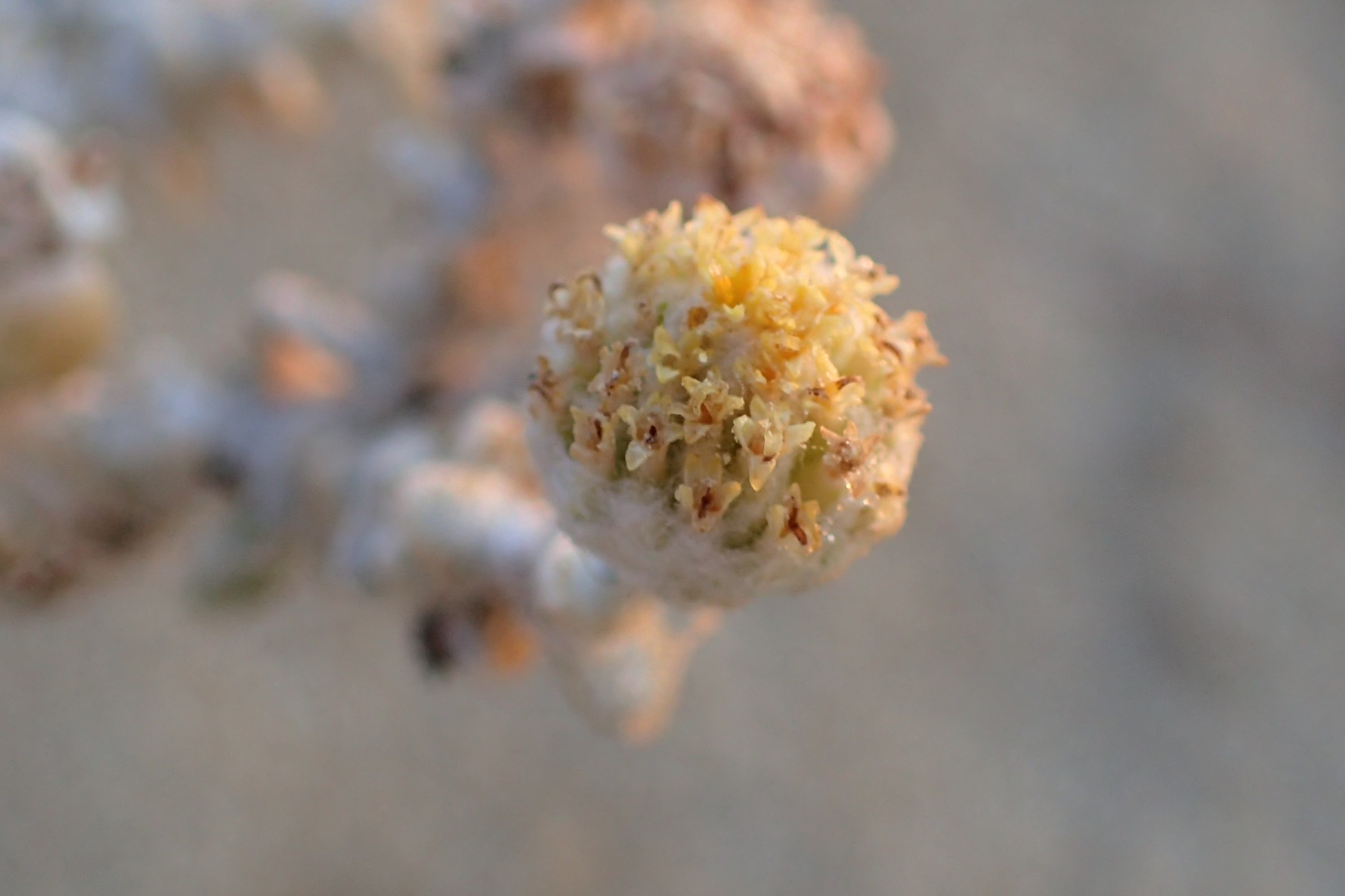
Blütenkörbchen im Detail mit Röhrenblüten

### Vegetative Merkmale
Die Schneeweiße Strandfilzblume ist eine ausdauernde krautige Pflanze, die Wuchshöhen von 10 bis 50 Zentimetern erreicht. Die oberirdischen Pflanzenteile sind dicht weißfilzig behaart und sie riecht aromatisch. Die aufsteigenden Stängel verholzen etwas. Die Stängel sind sehr dicht beblättert.
Die wechselständig an den Stängeln angeordneten Laubblätter sind mit breitem Grund sitzend. Die weißfilzige, dickliche Blattspreite ist länglich und ganzrandig oder fein gekerbt-gesägt.

### Generative Merkmale
Die Blütezeit reicht Juni bis September. Die Gesamtblütenstände enthalten vier bis acht körbchenförmige Teilblütenstände. Die Blütenkörbchen sind bei Durchmessern von 8 bis 10 Millimetern kugelig und enthalten nur Röhrenblüten. Die Hüllblätter sind weißfilzig. Die Röhrenblüten sind goldgelb.
Die Achänen sind gebogen.
Die Chromosomenzahl beträgt 2n = 18.

## Verbreitung
Die Schneeweiße Strandfilzblume gedeiht an den Sandstränden des Mittelmeerraumes von Marokko bis zur Sinai-Halbinsel und von Portugal bis Irland, von Frankreich und Italien bis Zypern, zur Türkei, Georgien, Syrien und Israel. Auf den Kanarischen Inseln ist ihre Ursprünglichkeit zweifelhaft. In Großbritannien und auf den Kanalinseln ist Achillea maritima früher vorgekommen.

## Systematik
Die Erstveröffentlichung erfolgte 1753 unter dem Namen (Basionym) Filago maritima durch Carl von Linné in
Species Plantarum, Seite 927. Die Neukombination zu Achillea maritima (L.) Ehrend. & Y.P.Guo wurde 2005 durch Friedrich Ehrendorfer und Y. P. Guo in Willdenowia, Volume 35, Seite 50 veröffentlicht. Weitere Synonyme für Achillea maritima (L.) Ehrend. & Y.P. Guo sind: Diotis candidissima Desf. nom. illeg., Diotis maritima (L.) Cass., Otanthus maritimus (L.) Hoffmanns. & Link.
Die Art Achillea maritima (L.) Ehrend. & Y.P.Guo gehört zur Sektion Achillea sect. Otanthus aus der Gattung Achillea.